# Microdon obesus
Microdon obesus är en tvåvingeart som beskrevs av Herve-bazin 1913. Microdon obesus ingår i släktet myrblomflugor, och familjen blomflugor.
Artens utbredningsområde är Uganda. Inga underarter finns listade i Catalogue of Life.